# Zeugmatolepus georgiensis
Zeugmatolepus georgiensis är en kräftdjursart som beskrevs av Toni M. Withers 1913. Zeugmatolepus georgiensis ingår i släktet Zeugmatolepus och familjen Scalpellidae. Inga underarter finns listade i Catalogue of Life.